# Roger Husson
Pour les articles homonymes, voir Husson (homonymie).
Roger Husson, né le 12 juin 1924 à Dieuze (Moselle) et mort le 28 avril 2000 à Dieuze (Moselle), est un homme politique français. De 1973 à 1981, il est le suppléant du député Pierre Messmer.

## Détail des fonctions et des mandats
Mandats locaux
- 1947 - 1953 : Conseiller municipal de Dieuze
- 1953 - 1959 : Conseiller municipal de Dieuze
- 1959 - 1965 : Conseiller municipal de Dieuze
- 1965 - 1971 : Maire de Dieuze
- 1971 - 1977 : Maire de Dieuze
- 1977 - 1983 : Maire de Dieuze
- 1983 - 1989 : Maire de Dieuze
- 1989 - 1995 : Maire de Dieuze
- 1995 - 1997 : Maire de Dieuze
- 1982 - 1988 : Conseiller général du canton de Dieuze
- 1988 - 1994 : Conseiller général du canton de Dieuze
- 1994 - 28 avril 2000 : Conseiller général du canton de Dieuze
- 1983 - 1986 : Conseiller régional de Lorraine

Mandats parlementaires
- 25 septembre 1983 - 27 septembre 1992 : Sénateur de la Moselle
- 27 septembre 1992 - 28 avril 2000 : Sénateur de la Moselle